# El sastrecillo valiente
El sastrecillo valiente o Siete de un golpe (Das tapfere Schneiderlein o Sieben auf einen Streich) es el cuento de hadas número 20 de la colección Cuentos de la infancia y del hogar (Kinder- und Hausmärchen), de los hermanos Grimm, escritores y filólogos alemanes célebres por sus cuentos para niños. Corresponde a los tipos 1.051 y 1052-A de la clasificación de Aarne-Thompson: El uso de un árbol como pértiga y Competición de carga de un árbol.

## Argumento
Un sastre estaba siendo molestado por siete moscas mientras trabajaba y decidió acabar con ellas inmediatamente, y así lo hizo de una sola vez. Orgulloso de su hazaña, pues la cosa no era fácil, se hizo un cinturón donde bordó Siete de un golpe, y decidió que el mundo debía conocer su proeza y así echó a andar. En el camino se encontró con un gigante que, creyendo que la frase se refería a hombres en vez de moscas, le muestra respeto. Sin embargo, el gigante le pone a prueba en numerosos ocasiones, de las que el sastrecillo valiente sale indemne gracias a su ingenio. Después de librarse de él, llega a un reino donde también la frase de Siete de un golpe es interpretada como el lema de un poderoso guerrero, e impresionados, le encargan liberar la región de dos gigantes, un unicornio y un temible jabalí que tienen atemorizados a sus habitantes. A cambio, recibirá la mitad de un reino y la mano de una princesa. Nuevamente, haciendo uso de su inteligencia, el sastrecillo superará los retos que se le presentan consiguiendo después la magnífica recompensa. Por desgracia, es escuchado hablar mientras duerme por su nueva esposa y esta, enfurecida, demanda a su padre que le mate o expulse. Un escudero avisa a su señor del peligro inminente y cuando los sirvientes del rey van a por él este se hace el dormido y admitir en sueños: "¡Muchacho, hazme una chaqueta y zurza los pantalones o te golpearé con la vara de medir! ¡He matado siete hombres de un golpe, asesinado a dos gigantes, capturado a un unicornio y atrapado a un jabalí y se supone que debo temer de aquellos de pie frente a mi puerta!" Aterrados, los sirvientes huyen y el rey no vuelve a intentar matar al sastrecillo, quien vive el resto de sus días como un rey.

## Adaptaciones cinematográficas
- 1938: Brave Little Tailor, película de dibujos animados de Disney;   aparece en ella el personaje Mickey Mouse.

- 1964: El sastrecillo valiente (Храбрый портняжка), mediometraje de dibujos animados producido por Soyuzmultfilm y dirigido por Valentina Brumberg (Валентина Брумберг, 1899 - 1975) y Zinaida Brumberg (Зинаида Брумберг, 1900 - 1983).[4]